# الیویه دالوگلیو
الیویه دالوگلیو (فرانسوی: Olivier Dall'Oglio‎؛ زادهٔ ۱۶ مهٔ ۱۹۶۴) بازیکن سابق و مربی فوتبال اهل فرانسه است.
از باشگاه‌هایی که در آن بازی کرده‌است می‌توان به باشگاه فوتبال استراسبورگ و باشگاه فوتبال رن اشاره کرد.